# Bertoldo II d'Este
Bertoldo II d'Este (Este, ... – Corinto, 1463) è stato un condottiero italiano, fu l'ultimo rappresentante del ramo cadetto dei "Marchesi d'Este".

## Biografia
Bertoldo era figlio di Taddeo d'Este e di Margherita Pico.
Avviato al mestiere delle armi, fu al servizio della Repubblica di Venezia.
Nel 1450 combatté contro Francesco Sforza.
Nel 1454 si ritirò a Este dove Borso d'Este gli confermò i possedimenti.
Sotto le insegne dei veneziani combatté in Grecia contro le armate di Maometto II col grado di capitano generale.
Morì nel 1463 durante l'assedio di Corinto.